# Viaggio a piedi dal canale di Holmen alla punta orientale di Amager
Viaggio a piedi dal Canale di Holmen alla punta orientale di Amager negli anni 1828 e 1829 è un racconto di Hans Christian Andersen risalente al 1828. 

## Trama
Si tratta della descrizione di una passeggiata fatta all'interno della città di Copenaghen (per un totale di 6 km) nella notte che di Capodanno tra il 1828 e il 1829. Essa contiene il racconto dell'investitura poetica dello scrittore (che rovescia gli schemi di quella tradizionale, in quanto è Satana a nominarlo poeta) e contiene molte citazioni da altri testi letterari; è sintomatico in essa l'uso dell'ironia romantica, specialmente nel cap. VI, in cui il libro che Andersen porta con sé nella propria borsa (si tratta de Gli elisir del diavolo di Hoffmann) comincia a parlare di se stesso e della propria storia in un celebre passaggio autoriflessivo, in cui l'autore riflette sulle condizioni stesse dello scrivere".

## Critica
Il racconto fu recensito molto positivamente da J.L. Heiberg.